# قائمة الكاتدرائيات في دولة فلسطين
هذه قائمة الكاتدرائيات في دولة فلسطين مرتبة حسب المذهب.

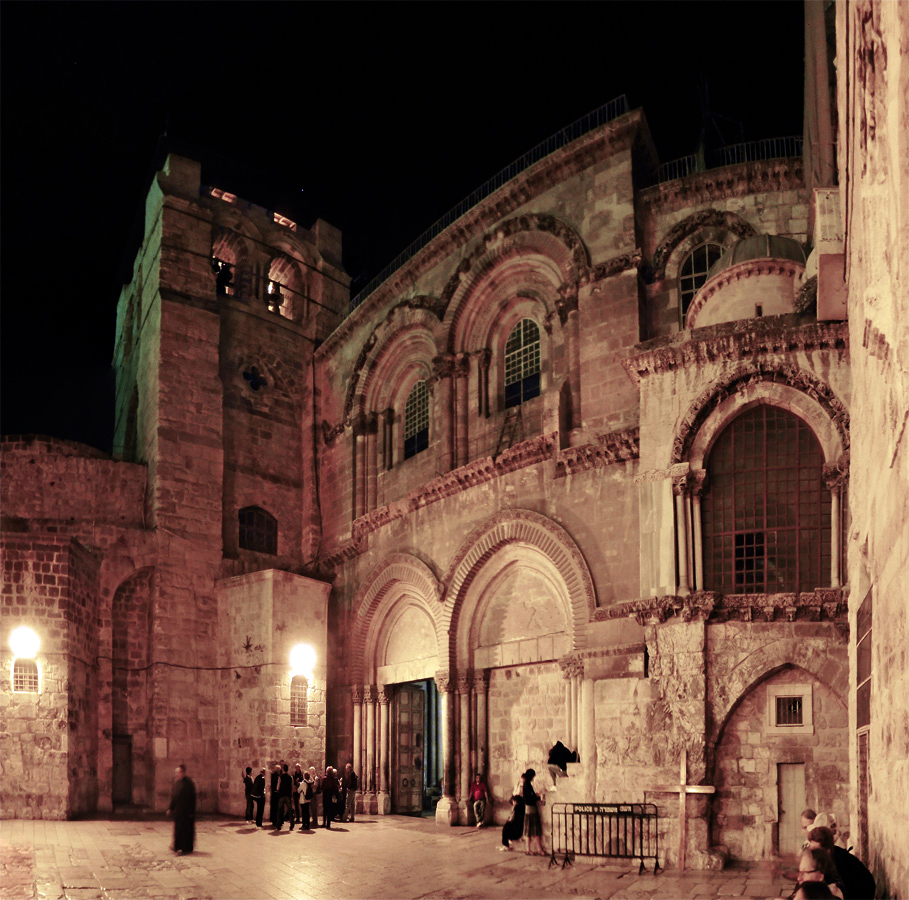
كنيسة القيامة في البلدة القديمة في القدس

## الوضع الراهن
- كنيسة القيامة في البلدة القديمة بالقدس (موطن ست طوائف: الروم الكاثوليك والروم الأرثوذكس والأرمن الأرثوذكس والسريان الأرثوذكس والأقباط الأرثوذكس والأثيوبيون الأرثوذكس)

## الأرثوذكسية الشرقية
الكاتدرائيات الأرثوذكسية الشرقية في فلسطين:
- كاتدرائية القديس يعقوب أخو الرب في القدس (البطريركية الأرثوذكسية الشرقية في القدس [1]
- كاتدرائية الثالوث المقدس في القدس (أرثوذكسية روسية)

الكاتدرائيات الأرثوذكسية الشرقية في فلسطين:
- كاتدرائية القديس يعقوب في القدس القديمة (أرمني رسولي)

## الكنيسة الكاثوليكية
كاتدرائيات الكنيسة الرومانية الكاثوليكية في فلسطين:
- الكاتدرائية المشتركة لاسم يسوع الأقدس في مدينة القدس القديمة (طقس لاتيني)
- كاتدرائية البشارة في القدس (طقس يوناني ملكي)
- كنيسة القديس توما في القدس (الطقوس السريانية الكاثوليكية)
- كنيسة السيدة العذراء في القدس (طقس للأرمن الكاثوليك)

## الأنجليكانية
الكاتدرائيات الأنجليكانية في فلسطين:
- كاتدرائية القديس جاورجيوس في القدس (الكنيسة الأسقفية في القدس والشرق الأوسط)